# Neurochorema confusum
Neurochorema confusum är en nattsländeart som först beskrevs av Mclachlan 1868.  Neurochorema confusum ingår i släktet Neurochorema och familjen Hydrobiosidae. Inga underarter finns listade i Catalogue of Life.